# Équipe cycliste Gebrüder Weiss-Oberndorfer
L'équipe cycliste Gebrüder Weiss-Oberndorfer est une équipe cycliste autrichienne ayant le statut d'équipe continentale durant son existence entre 2008 et 2014.

## Championnats nationaux
- Championnats de Slovénie sur route : 2
  - Contre-la-montre : 2010 et 2014 (Gregor Gazvoda)

## Classements UCI
L'équipe participe aux circuits continentaux et principalement à des épreuves de l'UCI Europe Tour. Les tableaux ci-dessous présentent les classements de l'équipe sur les différents circuits, ainsi que son meilleur coureur au classement individuel.
UCI America Tour
| Saison | Classement par équipes | Meilleur coureur au classement individuel |
| ------ | ---------------------- | ----------------------------------------- |
| 2012   | 44e                    | Seon Ho Park (331e)                       |

UCI Asia Tour
| Saison | Classement par équipes | Meilleur coureur au classement individuel |
| ------ | ---------------------- | ----------------------------------------- |
| 2010   | 32e                    | Gregor Gazvoda (73e)                      |
| 2012   | 44e                    | Jang Kyung-gu (102e)                      |
| 2013   | 66e                    | Andreas Müller (280e)                     |
| 2014   | 76e                    | Andreas Müller (327e)                     |

UCI Europe Tour
| Saison | Classement par équipes | Meilleur coureur au classement individuel |
| ------ | ---------------------- | ----------------------------------------- |
| 2010   | 95e                    | Josef Kugler (593e)                       |
| 2011   | 74e                    | Florian Bissinger (202e)                  |
| 2012   | 97e                    | Alexander Schrangl (520e)                 |
| 2013   | 100e                   | Jakub Kratochvíla (527e)                  |
| 2014   | 105e                   | Benjamim Edmüller (684e)                  |

## Gebrüder Weiss-Oberndorfer en 2014[5]

### Effectif
| Cycliste            | Date de naissance | Nationalité | Équipe 2013                     |
| ------------------- | ----------------- | ----------- | ------------------------------- |
| Benjamim Edmüller   | 8 août 1987       | Allemagne   | Arbö Gebrüder Weiss-Oberndorfer |
| Gregor Gazvoda      | 15 octobre 1981   | Slovénie    | Champion System                 |
| Michael Gogl        | 4 novembre 1993   | Autriche    | Arbö Gebrüder Weiss-Oberndorfer |
| Alexander Holzinger | 1er octobre 1995  | Autriche    |                                 |
| Benedikt Kendler    | 9 octobre 1992    | Allemagne   | Arbö Gebrüder Weiss-Oberndorfer |
| Tomáš Koudela       | 1er avril 1992    | Tchéquie    | Etixx-iHNed                     |
| Jakub Kratochvíla   | 26 août 1988      | Tchéquie    | Arbö Gebrüder Weiss-Oberndorfer |
| Maximilian Kuen     | 26 mai 1992       | Autriche    | Arbö Gebrüder Weiss-Oberndorfer |
| Petr Lechner        | 14 mars 1984      | Tchéquie    | Arbö Gebrüder Weiss-Oberndorfer |
| Alexander Meier     | 28 janvier 1992   | Allemagne   |                                 |
| Lukas Meiler        | 14 février 1995   | Allemagne   |                                 |
| Andreas Müller      | 25 novembre 1979  | Autriche    | Arbö Gebrüder Weiss-Oberndorfer |
| Lukas Ranacher      | 25 août 1992      | Autriche    | Arbö Gebrüder Weiss-Oberndorfer |
| Daniel Reiter       | 13 juillet 1991   | Autriche    | Arbö Gebrüder Weiss-Oberndorfer |

### Victoires
| Date       | Course                                      | Pays     | Classe | Vainqueur      |
| ---------- | ------------------------------------------- | -------- | ------ | -------------- |
| 04/04/2014 | 4e étape du Grand Prix de Sotchi            | Russie   | 2.2    | Michael Gogl   |
| 06/06/2014 | Championnat de Slovénie du contre-la-montre | Slovénie | CN     | Gregor Gazvoda |